# Весёлый (Шовгеновский район)
Весёлый — хутор в Шовгеновском муниципальном районе Республики Адыгея России. Входит в состав Заревского сельского поселения.

## Население
| 2002 | 2010 | 2013 | 2014 | 2015 | 2016 | 2017 |
| ---- | ---- | ---- | ---- | ---- | ---- | ---- |
| 294  | ↘283 | ↘281 | ↘270 | ↗276 | ↘270 | ↘254 |
| 2018 | 2019 | 2020 | 2021 | 2023 | 2024 |      |
| ↘249 | ↘243 | ↘242 | ↘239 | ↗247 | ↗252 |      |

## География

### Улицы
- Заречная,
- Мира,
- Пятихатки.